# وليام ستراشي
ويليام ستراشي (بالإنجليزية: William Strachey)‏ (4 أبريل 1572 - دفن في 21 يونيو 1621) كاتبا إنجليزيا تعد أعماله من بين المصادر الأساسية للتاريخ المبكر للاستعمار الإنجليزي لأمريكا الشمالية. من الأفضل أن نتذكره اليوم كمراسل لشهود عيان لحطام سفينة 1609 في جزيرة برمودا غير المأهولة بالسفينة الاستعمارية سي فينشر ، التي ألقي بها إعصار بينما كان يبحر إلى فرجينيا. وصل الناجون في النهاية إلى فرجينيا بعد بناء سفينتين صغيرتين خلال الأشهر العشرة التي أمضاها في الجزيرة. يعتقد معظم علماء شكسبير أن روايته للحادث ومستعمرة فرجينيا كانت مصدرًا لمسرح شكسبير المسرحي The Tempest .